# Gabrieli-Gymnasium Eichstätt

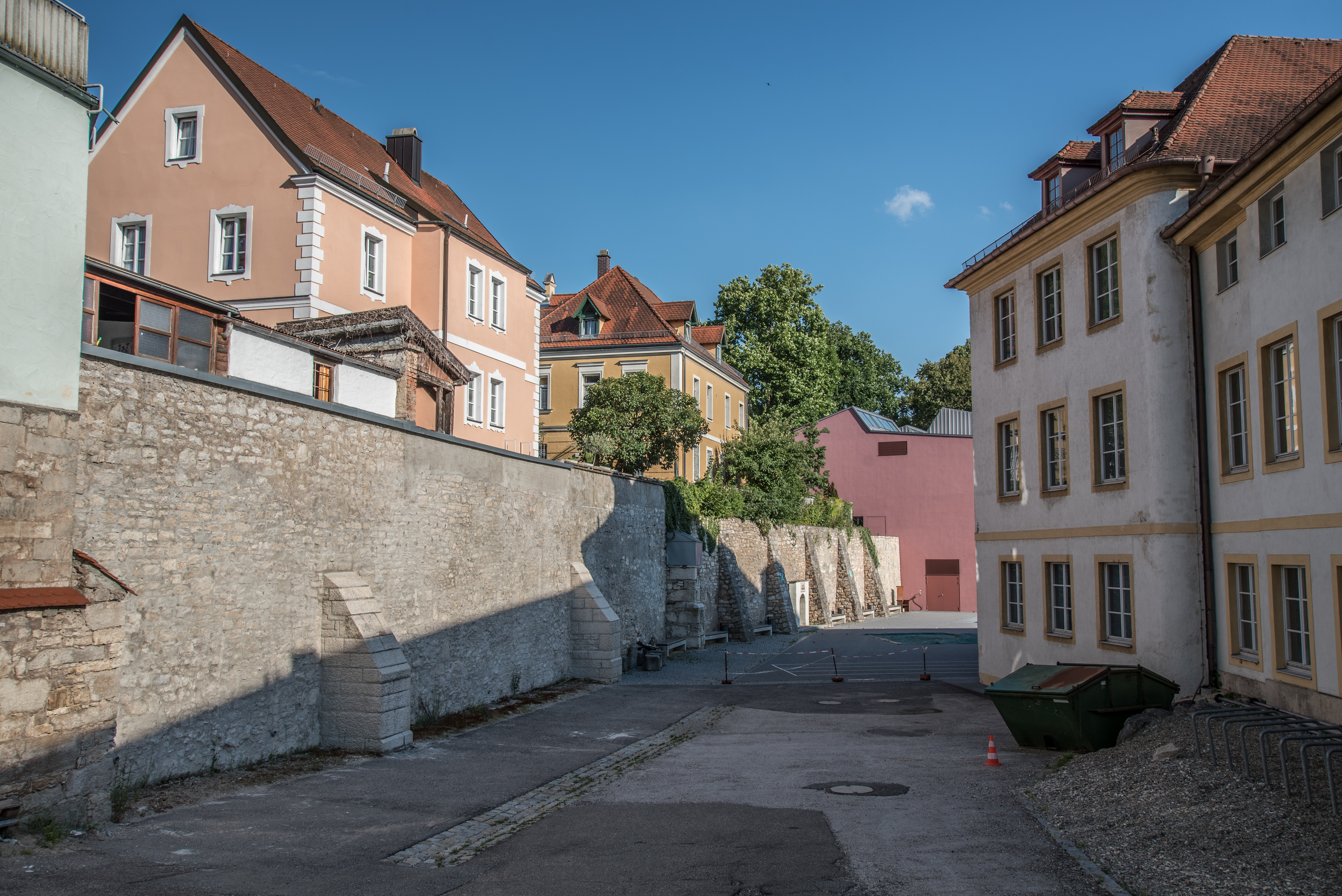
Erweiterungsbau im Hintergrund (rosafarbener Bau)

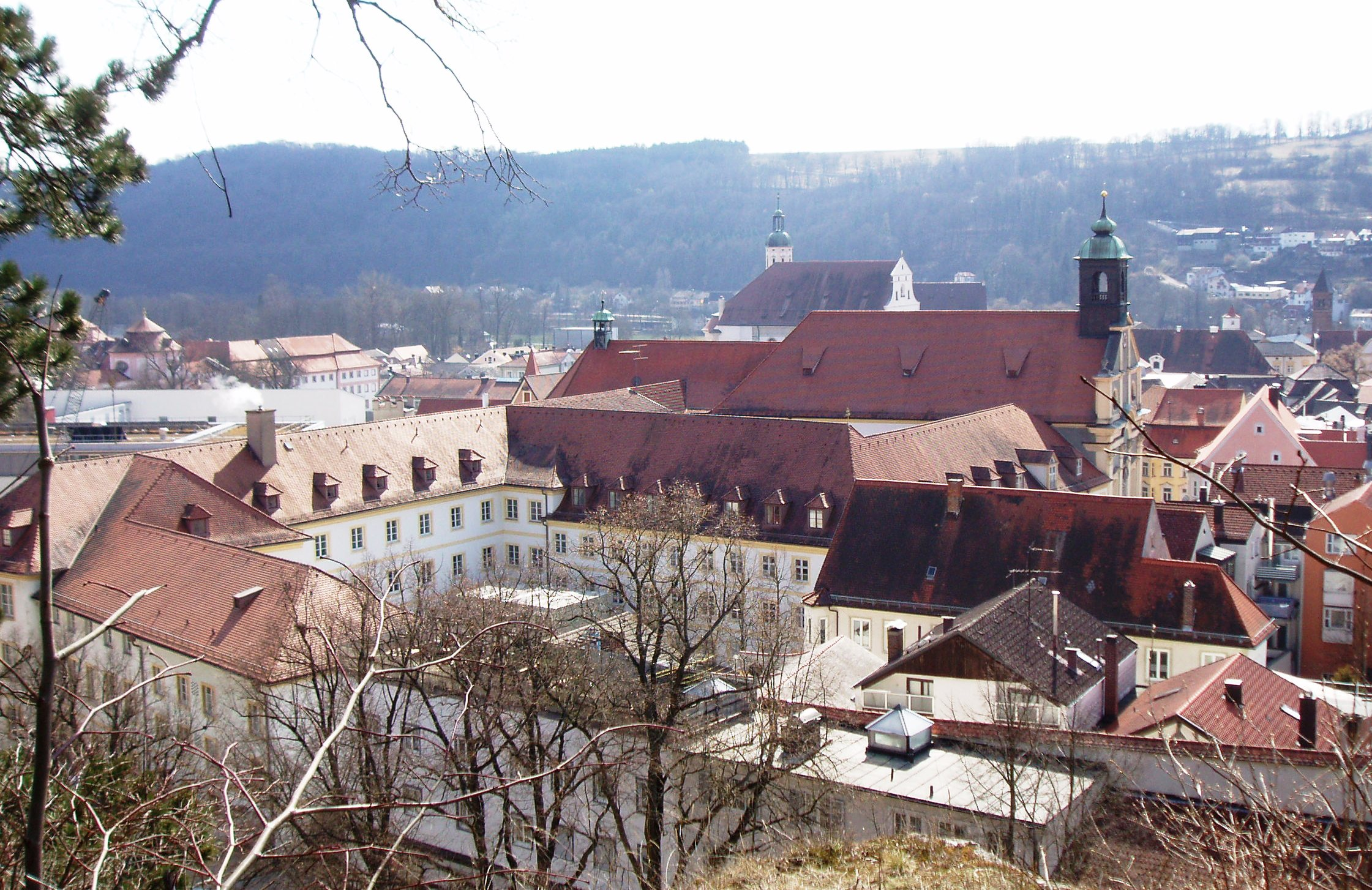
Ehemaliges Dominikanerkloster Eichstätt

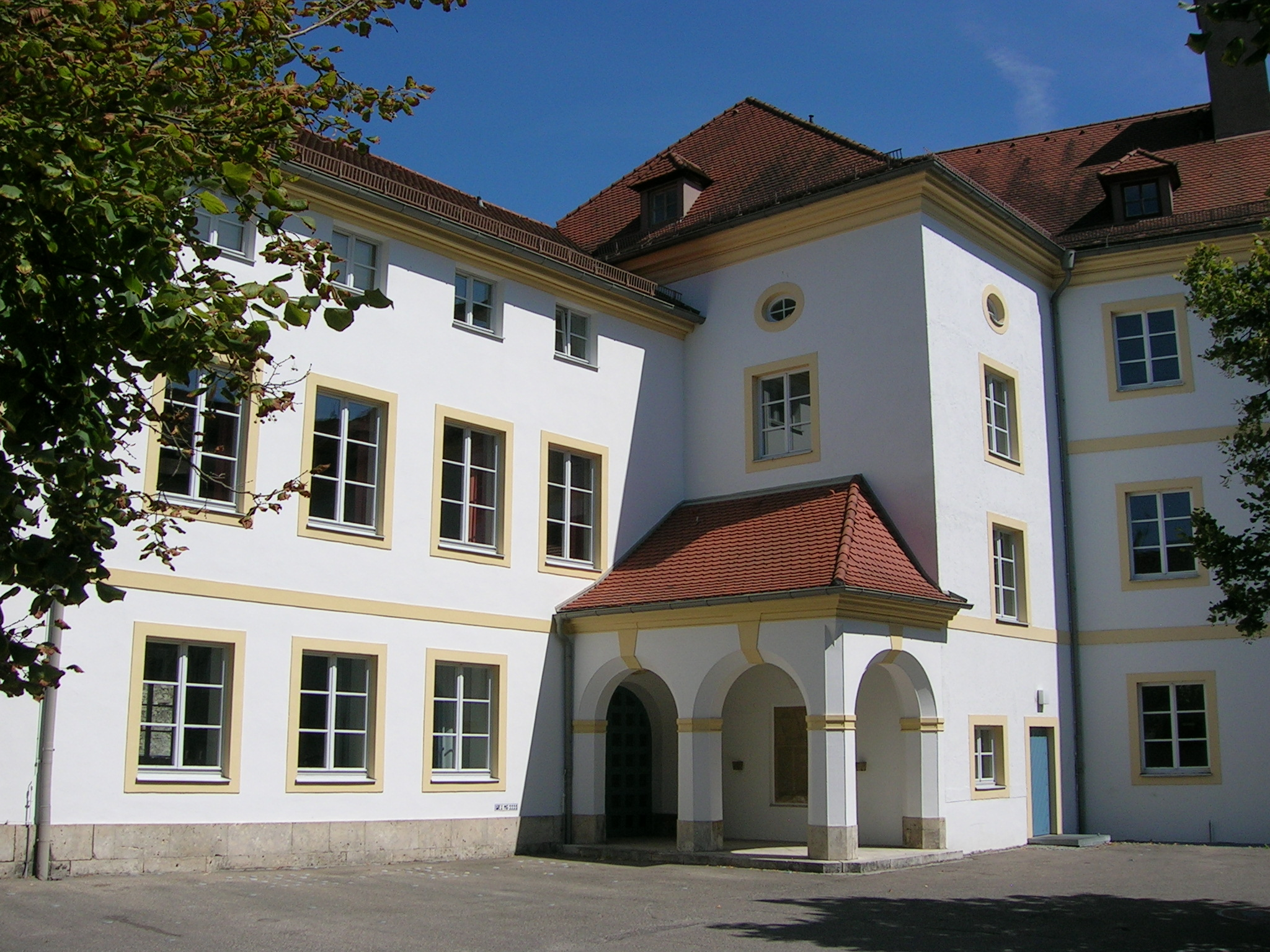
Nordostecke im Innenhof

Das Gabrieli-Gymnasium (GG) ist ein musisches und wirtschaftswissenschaftliches Gymnasium in Eichstätt. Namenspatron der Schule ist der aus Graubünden stammende Hofbaumeister Gabriel de Gabrieli, der in der ersten Hälfte des 18. Jahrhunderts in Eichstätt lebte und wirkte.

## Geschichte
Die Geschichte des Gabrieli-Gymnasiums reicht zurück bis in das Jahr 1274 als Dominikanerkloster Eichstätt. König Ludwig I. ließ es 1834 als „Königliches Schullehrer-Seminar“ einrichten.  Seit 1935 wird als Name Deutsche Aufbauschule erwähnt. Ab 1948/49 erfolgte die schrittweise Überleitung der Lehrerbildungsanstalt in eine allgemeinbildende höhere Schule. Laut Landtagsbeschluss vom 15. Oktober 1953 erhielt die Schule den Namen Deutsches Gymnasium. Als 1965 die Typen des Gymnasiums festgelegt wurden, wurde das Deutsche Gymnasium ein Musisches Gymnasium und trägt seitdem den Namen Gabrieli-Gymnasium mit Schülerheim. 1977 wurde es koedukativ. 1980 kaufte der Freistaat Bayern die Ruine der Peterskirche hinzu, die zur Schulaula umgebaut wurde. Nach der Einweihung eines zusätzlichen modernen Neubaus überschritt die Schülerzahl 2011 erstmals 1000. 2011 wurde ein Erweiterungsbau mit weiteren Klassenzimmern und einer neuen unterirdischen Turnhalle nach Plänen des örtlichen Architekturbüros Diezinger & Kramer errichtet.
Wegen der Anbindung des Schülerheims an die Schule ist nicht wie üblich der Landkreis Sachaufwandsträger, sondern der Freistaat Bayern.
Das gesamte historische Ensemble steht mit Nr. D-1-76-123-127 unter Denkmalschutz.

## Die Schule heute
Nach vielfältigen Umstrukturierungen, An- und Umbauten repräsentiert das Gabrieli-Gymnasium heutzutage eine moderne, offene Ganztagsschule, die von der 5. Jahrgangsstufe bis zum Abitur führt. In dem angeschlossenen Schülerheim können etwa 50 Schüler ganzjährig in etlichen Ein-, Zwei- bis Sechs-Bett-Zimmern untergebracht werden, sowie weitere 30 Schüler das Tagesheim mitnutzen. Es stehen eine Vielzahl von Wahlunterricht- und Freizeitmöglichkeiten zur Verfügung; diese reichen vom Anfängerunterricht über Chöre, Theater, Tanz, Sprachen, Schreinerei, Sportangebote bis zum Segelschein und auch zur hauseigenen Jazz- und Rock-’n’-Roll-Band. Seit dem Schuljahr 2020/21 wird auch der wirtschaftswissenschaftliche Zweig angeboten.

## Veranstaltungen
Es finden jährlich etwa fünfzig Veranstaltungen unterschiedlicher Couleur nach individueller Ankündigung statt, z. B. Sommerfest, Weihnachtskonzert und Segelfreizeiten. In der Aula befindet sich eine funktionsfähige historische Kirchenorgel, die bei Chor- und Konzertdarbietungen mitgenutzt werden kann.
Es wird regelmäßig in begrenztem Umfang ein jährlicher, einwöchiger Schüleraustausch der 8. Jahrgangsstufen mit einer englischen Schule sowie ein dreiwöchiger Austausch der 10./11. Klasse mit den USA organisiert.

## Bekannte Absolventen
- Otto Heiß (* 1939), Kommunalpolitiker
- Johannes Strasser (* 1945), ehemaliger bayerischer Landtagsabgeordneter
- Gerhard Weinberger (* 1948), Organist und Professor für Orgelspiel
- Johannes Hintersberger (* 1953), bayerischer Landtagsabgeordneter
- Franz Sedlmeier (* 1954), Theologe
- Theo Hues (* 1954), Künstler und Pädagoge
- Franz Ruppert (* 1957), Psychotraumatologe
- Rudi Trögl (* 1958), Jazzgitarrist
- Rupert Fieger (* 1962), Steinmetz und Bildhauer
- Franz Hawlata (* 1963), Opernsänger
- Verena Dirsch (* 1964), Professorin für Pharmazie
- Roberto Di Gioia (* 1965), Jazz-Pianist
- Roland Frankenberger (* 1967), Professor für Zahnmedizin
- Marion Niederländer (* 1968), Schauspielerin
- Cornelia Neudert (* 1976), Kinderbuch- und Hörspielautorin
- Agnes Krumwiede (* 1977), ehemalige Bundestagsabgeordnete
- Hans-Peter Schneider (* 1981), Kinderbuchautor und Gymnasiallehrer
- Verena Rehm (* 1984), Sängerin, Songwriterin und Produzentin
- Elisabeth Lindner (* 1994), Geigerin
- Anna Knauer (* 1995), ehemalige Radrennfahrerin

## Bekannte Lehrer
- Raymund Schlecht (* 1811; † 1891), katholischer Priester und Pädagoge
- Anton Gmelch (* 1821; † 1905), katholischer Priester, Lehrer und Landtagsabgeordneter in Liechtenstein
- Andreas Karch (* 1913; † 1972), Religionslehrer